# ناحية السيسنية
ناحية السيسنية إحدى نواحي سوريا تتبع إداريّاً لمحافظة طرطوس منطقة صافيتا ومركزها قرية السيسنية، بلغ تعداد سكان الناحية 22,018 نسمة حسب التعداد السكاني لعام 2004.

## بلدات وقرى ناحية السيسنية
بعيت (الصافية)، بيت أحمد ونوس، الدورة (بدادا)، دريكيش زريب، دوير الطليعي، عين دابش، صافيتا، الهرمل، حكر جب الأملس، جب الأملس، خربة الجب، المضافة (كفر ضيف)، المتراس، المعيصرات، السيسنية، تل وعاوع، تلة الخضر، تلترمس، الطليعي.